# 孟德爾·薩克斯
孟德爾·薩克斯（英語：Mendel Sachs，（1927年4月13日—2012年5月5日）是美國理論物理學家，曾任教於紐約州立大學水牛城分校物理系（1966年–1997年），1997年退休轉任名譽教授。
其較知名的學術貢獻是以四元數完成阿爾伯特·愛因斯坦未竟的工作——統合重力場與電磁場，亦即統一場論。

## 學界生涯
薩克斯的學士與博士學位接在加州大學洛杉磯分校物理系完成。在取得博士學位後，他在加州大學輻射實驗室工作過（1954年–1956年）。之後他成為洛克希德馬丁飛彈與太空實驗室的資深科學家（1956年–1961年）。此時他也是聖荷西州立學院物理系的助理教授（1957年–1961年）。於1961年，他成為麥基爾大學的研究教授，接著是波士頓大學物理系副教授（1962年–1966年）。1966年起，他開始擔任紐約州立大學水牛城分校物理系教授，直到1997年退休轉任名譽教授。

## 完成愛因斯坦的統一場論工作
薩克斯接續了阿爾伯特·愛因斯坦（1955年逝世）未竟的統一場論工作。
薩克斯的理論有三個基礎：(1) 使廣義協變性更精確；(2)推廣了愛因斯坦採用的馬赫原理——不只是慣性質量，物質的種種表現皆是從與其他物質交互作用而來；(3)量子力學是物質慣性在非相對論極限的湧現理論，這點與學界主流看法大相逕庭。主流看法認為：廣義相對論是尚未完整發現的量子重力理論的古典極限。
其研究成果為連續四元數為基礎形式的物質模型。薩克斯將其中的轉換對稱群稱為愛因斯坦群，在狹義相對論的平直時空情形下會趨近於龐加萊群。薩科斯展示了相對論性二分量旋量的形式以及低能量、動量條件下，量子力學的薛丁格方程式得以湧現。
他的理論結果不需要用到重整化，並且有些與量子場論相關的實驗結果相合，比如蘭姆譜線分裂N = 4。
薩克斯相信由於廣義相對論與量子理論的不相容，不存在一個量子重力理論。

## 外部連結
- 孟德爾·薩克斯主頁